# التوجيه الروحي لمسلمي القرم
الإدارة الدينية لمسلمي القرم (بالتتارية: Qırım Musulmanları Diniy İdaresi, QMDİ)‏، (بالأوكرانية: Духовне Управління Мусульман Криму, ДУМК)‏: هي الهيئة الإدارية الدينية المركزية للمسلمين في شبه جزيرة القرم. تأسست في 1991.
في 2016، تم نقل الإدارة الدينية لمسلمي شبه جزيرة القرم، بسبب ضم الاتحاد الروسي للقرم، إلى كييف، عاصمة أوكرانيا.
تنشر المنظمة مؤلفاتها الخاصة وصحيفة يومية تسمى "هدايات" باللغة التتارية.

## روابط خارجية
- الموقع الرسمي (في أوكرانيا)